# Рыцарский зал (помещение)
Рыцарский зал — традиционное с XIX века название большого зала в замке, дворцовом комплексе или особняке. Наиболее характерно подобное наименование главного помещения для приёмов и торжественных встреч в немецких землях. В новое время под Рыцарским залом подразумевался бальный или танцевальный зал. В настоящее время в подобных пространствах обычно проводят концерты и выставки. Иногда в немецкой литературе термин употребляется как место проведения важных собраний в монастырях или ратушах.
Термин Рыцарский зал возник в эпоху романтизма, когда в обществе в начале XIX века стал резко расти интерес к истории и героическому прошлому. Особенно ко временам Средних веков. Возникло представление, что самое просторное помещение замка или крепости − это место встреч государя (сюзерена) и его верных рыцарей (вассалов). Вопреки буквальному значению этого термина, рыцарские залы, как правило, не имеют ничего общего с рыцарством. Чаще всего они несут представительские функции.

## Рыцарский зал в замке
Обычно самое большое помещение замка активно использовалось его обитателями в качестве гостиной. Например, здесь обычно собирались на трапезы. Вечерами жители замка могли приходить в Рыцарский зал, чтобы пообщаться и узнать новости. Разумеется, здесь проходили пиры и празднования. В случае необходимости сюда звали воинов на важное собрание. Нередко здесь же вершился господский суд.
Очень часто рыцарский зал располагался на втором и даже третьем этаже здания (как правило, главной резиденции замка или крепости). Традиционно старались обеспечить подобные помещения максимумом естественного освещения. А значит — здесь предусматривали высокие многочисленные окна.
Рыцарский зал обычно имел потолок из балочных перекрытий и полы из каменных плит. Огромная толщина стен позволяла создавать глубокие ниши. Их использовали как кладовки, место для установки статуй или просто для размещения скамей.  Почти всегда в зале строили камин с открытым очагом. Соответственно для комфорта гостей требовалось создавать хорошие дымоходы Правда и теплоотдача получалась на очень низком уровне.
Состоятельные владельцы нередко старались изнутри оштукатурить стены. Самые богатые украшали рыцарский зал гобеленами, картинами и лепниной.

## Рыцарский зал
В эпоху Нового времени, а особенно в XIX веке, многие старинные просторные залы в замковых и дворцовых комплексах были реконструированы в неороманском и неоготическом стилях. Стало обычной практикой называть помещение для балов и танцев Рыцарским залом. Детали интерьера часто старались оформить в духе романтических представлений о Средневековье.
Аналогичная ситуация сложилась с оформлением мест встреч, собраний и проведения торжественных обедов. Так как аббаты и даже епископы одновременно могли быть также светскими князьями (в первую очередь в землях Германии), то некое подобие Рыцарского зала могло быть создано и в монастырях. Это было помещение для торжественных приёмов, встреч или проведения важных собраний. Пример такого рыцарского зала в наше время можно найти в бенедиктинском аббатстве Ибург.
Очень часто название главного помещения в ратушах или региональных парламентах также могло быть связано с романтическими представлениями о славном рыцарском прошлом. В частности, Рыцарский зал, как место собраний и важных встреч, имеется в Грацер Ландхауз или в Старой ратуше Арнсберга.
Иногда в XIX и XX веках Рыцарским залом называли даже просторные амбары и склады, где проводились воспитательно-патриотические мероприятия для немецкой молодёжи. Например, Алленшпахер Хоф в Бёттингене.